# Карлос Фуентес
Карлос Фуентес Масиас (на испански: Carlos Fuentes Macías) е мексикански писател, редактор, литературен критик, драматург, журналист и дипломат.
Той е най-публикуваният писател и романист в Мексико с литературно влияние, простиращо се върху целия испанскоговорещ свят, особено в страните на Северна и Южна Америка.

## Биография
Роден е на 11 ноември 1928 г. в панамската столица град Панама. Баща му е дипломат и това предопределя съдбата на Фуентес като личност с богато впечатление от много култури и страни. Семейството се премества скоро след раждането на Карлос в Съединените американски щати. Там той живее до 12-годишната си възраст. В това 12-годишно пребиваване особено място заема 1938 година – тогава баща му е въвлечен като дипломатически съветник, консул в посолството на Мексико във Вашингтон в преговорите с президента Рузвелт по повод национализацията на чуждестранните петролни компании в Мексико по времето на мексиканския президент Ласаро Карденас. На 16-годишна възраст Фуентес пристига с родителите си в Чили и остава там 4 години, като посещава Британския колеж.
| „                                                                                    | Като син на дипломат постоянно си принуден като дете да сменяш училища, език, приятели, обстановка. Така трябваше да прехвърлям от испански на английски, после на португалски, обратно на испански, пак на английски, да създаваш нови приятелства – беше предизвикателство. Но те изгражда като личност. Не съм недоволен от детството си. Напротив, благодарен съм... | “ |
| интервю на Фуентес, посетен на 2 юни 2006 г. в Лос Анджелис (Academy of Achievement) | |   |

През 1944 г. отива да живее в Мексико. Завършва право в университета УНАМ и специализира международно право в Женевския университет през 1950 – 1952 г.

### Кариера
Между 1956 и 1959 г. ръководи отдела за културни връзки в мексиканското Министерство на външните работи. Следвайки стъпките на родителите си, става дипломат през 1965 г.; работи в Париж, Лондон и други столици, посланик е на Мексико във Франция от 1975 до 1977 г. През 1978 г. подава оставка като посланик във Франция в знак на протест срещу акта на правителството да назначи бившия президент Густаво Диас Ордас за посланик в Испания.
Освен дипломатическата кариера преподава в университетите “Браун“, Принстън, Харвард, Пенсилвания, “Джордж Мейсън“, Колумбия и Кеймбридж. Последната му преподавателска позиция е в Университета „Браун“. Приживе е близък приятел на американския антрополог и хуманист Чарлз Райт Милс, комуто посвещава книгата си „Смъртта на Артемио Крус“.

### Семейство
Женен е и е баща на 3 деца, от които оцелява само дъщеря му Сесилия Фуентес Маседо (1962), телевизионна продуцентка. Синът му Карлос Фуентес Лемус, макар и доста млад, си изгражда репутацията на талантлив художник. За жалост умира от усложнения на хемофилия едва на 25-годишна възраст през 1999 г. Дъщеря му Наташа Фуентес Лемус (31 август 1974 – 22 август 2005) умира на 30-годишна възраст (причините за смъртта не са публикувани, но се предполага, че е също от усложнения на хемофилия).

## Теми

### Магически реализъм
Фуентес е сред творците, които допринасят за оформянето на стила магически реализъм. Голяма част от творбите му, които се занимават с проблемите на мексиканската идентичност и история, са синтез от действителността и въображението, излизащи извън границите на времето и пространството. Пример за това е станалият световноизвестен разказ „Чаак-Моол“ (1959) един от 6 разказа от сбирката „Маскираните дни“ (Los días enmascarados).
Този уникален и доста странен за времето си разказ е написан в стила магически реализъм. Чаак е в действителност име от пантеона на маите. То е „прикачено“ на полегналата статуя (и спорно в археологическите среди по отношение на неговата точност), открита през 1875 г. от Огюст Льо Планжон (Augustus Le Plongeon) в Чичен Ица.

### Бум на 1960-те
Публикува първата творба с тематика, разглеждана като част от т.нар. „Бум на 60-те“; активно въвлечен е в това латиноамериканско литературно течение.

### Космополит
Той е писател космополит не толкова поради темите си, но поради своеобразната перспектива на човек, познаващ добре странството, можещ да погледне себе си (страната си) с очите на чужденец.

### В търсене на Мексико
Неговото творчество гравитира около историята и проблемите на Мексико, но познанията му за света многократно му дават импулс да коментира местната действителност от позициите на външна перспектива. Работи над романите си или в дома си в Мексико Сити или в апартамента си в Лондон. 21-годишният Фуентес съумява да събере в амалгама предколумбовата история на Мексико, християнството (и възможните причини за лесното му възприемане от ацтеките) и накрая неграмотната и груба съвременност, забравила богатото си минало. Фуентес акцентира върху смесения характер на вярванията в тази част на света.
В религията на ацтеките статуите на Чаак-моол са тясно свързани с култа към бога на дъжда Тлалок и с човешкото жертвоприношение. Статуите на Чаак-моол са полегнали фигури с лице, обърнато към зрителя; върху корема е поставено блюдо или хаван за приемане на жертвоприношението – все още туптящо сърце. Фуентес свързва с този разказ печалното състояние на страната си, която все още живее в своеобразно езичество, оцветено от християнска мистика, „... където, за да започнат да вярват на някого, първо трябва да го убият...„ (Христос) и иконографията на христовото сърце пасват на ацтекското жертвоприношение на „живи“ сърца.

### 1968 година/Тлателолко
Това е сред най-бурните политически години на миналия век. Фуентес не остава безразличен към съдбата на стотиците студенти, протестирали и ранени или убити на „Площада на Трите култури“ в Мексико сити. Потушаването на студентските вълнения в Тлателолко на 2 октомври 1968 г., малко преди откриването на летните олимпийски игри в Мексико сити на 12 октомври, е поредното явление на 1968 година, изразяващо трескавото търсене на свобода и справедливост. Предчувствайки развитието на събитията, Фуентес написва романа си много преди тези именно кървави събития.
„Свещена зона“ е последван от романа „Смяна на кожата“, като в последния авторът рисува страната си и хората ѝ като тигър, задръстен в собствената си отесняваща кожа.
| „                                                                   | ... Фуентес ни предлага куп от съмнителна, хипарско-екистенциалистка, субмейлърова философия в „Смяна на кожата“ – достатъчно безобидна в похвалата си към „хипаря, син на човека, който живее за корема си и трябва да проиграе всичко, защото само така може да слее противоположностите“, но потенциално противна, ако е приложена към „Нацисткия експеримент“... | “ |
| Дейвид Галагър, „Замръзналият тигър“, Ню Йорк Таймс, февруари 1968. | |   |

Този роман е забранен в Испания поради „комунистическите, проеврейските и антинацистките изявления на автора“. На фона на Бийтълс, хипитата и събитията в Чехия (Пражката пролет), тази книга на Фуентес приема световно звучене: цялото човечество се нуждае от смяна на кожата. Последва период от 5 – 6 години без значителна нова книга и предимно прекарани извън Мексико като дипломатическо лице.

### Америка и Фуентес
Макар да проповядва патриотизъм и да е дълбоко свързан с историческите корени на Мексико, Фуентес се гордее и с американското си минало и многократно декларира предпочитанията си към определени аспекти на американския стил и начин на живот. В автобиографичната си книга „Аз с други“ („Myself with others“, New York: 1988) той многократно казва колко трудно му е да се примири с контрастите между назадничавостта и мръсотията на собствената си страна и модерната индустрия, чистота и новите сгради на Америка. Тази му автобиографична творба не е преведена на испански.
Събитията през 1938 година се отразяват зле на Карлос Фуентес. Съучениците му го отбягват и го третират като „напаст“. Многократно Фуентес ще се връща към темата за Америка и Мексико в творчеството си. Извор на вдъхновение, САЩ са и постоянен поляризатор на страстите в Мексико. В днешно време емиграционният поток към „страната на север“ е друга причина за Фуентес да отваря все по-често темата за Америка („Контра Буш“, 2004).

### Популяризатор на етнокултурата
Благодарение на Америка Фуентес става популяризатор и вдъхновител на много други латиноамерикански писатели да се обърнат към корените на своите местни култури. Може да се дискутира дали Габриел Гарсия Маркес, например, е повлиян от тези търсения на Фуентес или това е бил „вятърът на годините“. Престоят на Фуентес в Америка определено повлиява на писателското му съзряване поради нуждата да намери силно патриотични елементи, за да преодолее понякога обидното отношение на съучениците си. Така, благодарение на Америка, той започва дълго пътуване из праисторията на Мексико – „гордата страна на пирамиди и богове“.

## Творби
Пише активно като журналист и сътрудник на списание „Днес“ от 21-годишна възраст като студент в Мексико сити. Публикува първия си роман „Най-прозрачната област“ на 28-годишна възраст. Този роман става модерна класика – новаторски е не само с прозата си, но и с това, че в него метрополис, като Мексико сити, е главният герой. Романът хвърля светлина върху мексиканската култура като смесица от испанската, местната и местисо, съжителстващи в един географски ареал, но самобитни.
Фуентес пише в почти всички литературни жанрове. Използва силно сравнението и метафората, парадокса, антитезата, метонимията, антропоморфизма. Сюрреалистичните си картини изгражда на основата на алюзията с местната история на Мексико, в някои от творбите си е епистоларен, в други – всезнаещ разказвач.

### Романи
На български не е превеждан много и творчеството му все още не е познато; заглавията са преведени почти буквално поради точно тази причина – липса на преводно заглавие.
- La región más transparente (1958)
„Най-прозрачната област“, София: Народна култура, 1979
- Las buenas conciencias („Добрата съвест“) (1959)
- La muerte de Artemio Cruz (1962)
„Смъртта на Артемио Крус“, Пловдив: „Хр. Г. Данов“, 1969
- Aura („Аура“) (1962)
- Zona Sagrada („Свещена зона“) (1967)
- Cambio de piel („Смяна на Кожата“) (1967)
- Cumpleaños („Рожден ден“) (1969)
- Terra Nostra („Наша земя“) (1975)
- La cabeza de la hidra („Главата на хидрата“) (1978)
- Gringo Viejo (1985)
„Старият гринго“, София: Народна култура, 1989
- Cristóbal Nonato („Нероденият Христофор“) (1987)
- La Campaña („Кампанията“) (1990)
- La Frontera de Cristal. Una novela en nueve cuentos („Кристалната граница“) (1995) ISBN 968-19-0268-8
- Los años con Laura Díaz („Годините с Лаура Диас“) (1999) ISBN 84-204-3087-0
- Instinto de Inez (2001)
„Инстинкт за Инес“, Пловдив: ИК Хермес, 2004, ISBN 954-26-0170-0
- La Silla del Águila („Седалището на орела“) (2003)
- Todas las familias felices („Всички щастливи семейства“) (2006)
- Federico en su Balcón („Ницше на своя балкон“) (2012)

### Повести и разкази
- Los días enmascarados („Маскираните дни“) (1954) шест разказа, измежду тях най-известният е „Чак-Моол“
- Cantar de ciegos (1964)
„Песен на слепци“, Пловдив: „Хр. Г. Данов“, 1982
- Chac Mool y otros cuentos („Чак Моол и други разкази“) (1973)
- Agua quemada („Обгорена вода“). 1. ed. México: CREA (1983)ISBN 968-16-1577-8
- Dos educaciones („Две възпитания“). (1991) ISBN 84-397-1728-8
- Los hijos del conquistador („Синовете на завоевателя“) (1994)
- Inquieta compañía („Неспокойна компания“) (2004)
- Las Dos Elenas („Двете Елени“)

### Есета
- La nueva novela hispanoamericana („Новият хиспаноамерикански роман“) (1969)
- El mundo de José Luis Cuevas („Светът на Хосе Луис Куевас“) (1969)
- Casa con dos puertas („Къща с две порти“) (1970)
- Tiempo mexicano („Мексиканско време“) (1971)
- Cervantes o la crítica de la lectura („Сервантес или критиката в четивото“) (1976)
- El espejo enterrado („Погребаното огледало“) (1992)
- Geografía de la novela („География на романа“) (1993)
- Tres discursos para dos aldeas („Три дискусии за две села“). (1993) ISBN 950-557-195-X
- Nuevo tiempo mexicano („Ново мексиканско време“) (1995)
- Los cinco soles de México: memoria de un milenio („Петте слънца на Мексико: спомен на едно хилядолетие“). 1. ed. Barcelona (2000) ISBN 84-322-1063-3
- En esto creo („В това вярвам“) (2002)
- Contra Bush („Контра Буш“) (2004)
- Los 68 („68-а година“) (2005)

### Пиеси
- Todos los gatos son pardos („Всички котки са пантери“) (1970)
- El tuerto es rey („Едноокият е цар“) (1970)
- Los reinos originarios („Царствата създатели“) (1971)
- Orquídeas a la luz de la luna („Орхидеи на лунна светлина“) (1982)
- Ceremonias del alba („Бели церемонии“) (1990)

## Награди
Носител е на следните награди и отличия:
- 1966 – доктор хонорис кауза на Националния автономен университет на Мексико
- 1967 – премия на Biblioteca Breve, за „Смяна на кожата“
- 1976 – премия Хавиер Вилярутия, за романа „Terra nostra“
- 1977 – венецуелска литературна награда „Ромуло Галегос“, за романа „Terra nostra“
- 1979 – международна награда за литература „Алфонсо Рейес“
- 1984 – мексиканска национална награда за наука и изкуство, за лингвистика и литература
- 1987 – награда „Сервантес“
- 1988 – доктор хонорис кауза на Кеймбриджкия университет
- 1987 – Почетен медал за литература на Американския клуб за изкуство
- 1988 – Орден на културната независимост „Рубѐн Дарѝо“
- 1989 – лауреат на Никарагуанската награда за литература „Рубѐн Дарѝо“
- 1989 – награда на Италиано-латиноамериканския институт, за „Старият гринго“
- 1991 – златен медал на организацията „Касита Мария“ от испаноговорещата общност на Ню Йорк
- 1991 – медал на Ректората на Чилийския университет, като творец и критик, за приноса му в развитието на латиноамериканската и карибската литература
- 1992 – 6-а Награда за ибероамериканска литература (el VI Premio de Literatura Iberoamericana)
- 1994 – награда „Гризан Кавур“
- 1994 – Награда на принца на Астурия
- 1994 – награда „Пикасо“ от ЮНЕСКО